# Prix d'Avignon
Prix d'Avignon är ett årligt travlopp för 4-åriga varmblodiga travhästar som körs på Vincennesbanan utanför Paris i Frankrike varje år i början av februari. Det är ett Grupp 3-lopp, det vill säga ett lopp av tredje högsta internationella klass. Förstapris är 36 000 euro. Loppet körs sedan 2024 över distansen 2850  meter, tidigare kördes loppet över 2100 meter.

## Vinnare
| År   | Häst              | Far               | Kusk                | Tränare                 | Tid/km |
| ---- | ----------------- | ----------------- | ------------------- | ----------------------- | ------ |
| 2025 | Lord Delo         | Face Time Bourbon | Jean-Michel Bazire  | Jean-Michel Bazire      | 1'13"7 |
| 2024 | Keep Going        | Follow You        | Mathieu Mottier     | Mathieu Mottier         | 1'12"6 |
| 2023 | Jingle Delo       | Brillantissime    | Anthony Barrier     | Jean-Phillipe Raffegeau | 1'12"6 |
| 2022 | Inmarosa          | Amiral Sacha      | Léo Abrivard        | Laurent-Claude Abrivard | 1'11"5 |
| 2021 | Haribo du Loisir  | Rodrigo Jet       | Léo Abrivard        | Laurent-Claude Abrivard | 1'12"1 |
| 2020 | Gelati Cut        | Coktail Jet       | Alexandre Abrivard  | Romain Christian Larue  | 1'12"4 |
| 2019 | Feydeau Seven     | Redeo Josselyn    | Jean-Michel Bazire  | Jean-Michel Bazire      | 1'13"1 |
| 2018 | Elsa du Pommereux | Coktail Jet       | Sylvain Roger       | Sylvain Roger           | 1'12"2 |
| 2017 | Derby de Souvigne | Othello Bourbon   | Michel Lenoir       | Michel Lenoir           | 1'13"2 |
| 2016 | Capone Face       | Ready Cash        | Franck Nivard       | Franck Leblanc          | 1'12"5 |
| 2015 | Barjal            | Memphis du Rib    | Franck Anne         | Franck Anne             | 1'12"1 |
| 2014 | Africaine         | Oiseau de Feux    | Jean-Étienne Dubois | Jean-Étienne Dubois     | 1'12"7 |
| 2013 | Verdict d'Honneur | Prodigious        | Julien Dubois       | Philippe Moulin         | 1'13"4 |
| 2012 | Urella            | Ganymède          | Jos Verbeeck        | Jean-Michel Bazire      | 1'13"1 |
| 2011 | Trotting Race     | Goetmals Wood     | Matthieu Abrivard   | Jean Baudron            | 1'13"1 |